# Ferdinand Eisenberger
Ferdinand Eisenberger, livar cerkvenih zvonov, deloval 1600 ~ 1692.

## Življenje in delo
Iz starih listin je razvidno, da je Eisenberger v  Ljubljani deloval do leta 1692. Ulil je zvonove za zvonike v: Plešivici pri Adlešičih (1688), Podgradu (1688), Poljanici (1689), Vavpčji vasi pri Semiču (1689), Novi vasi pri Ivančni Gorici (1691), Kočah pri Kočevski Reki 1692) in Špeharjih pri Vinici (1692).

## Zunnje povezave
- Steska Viktor. »Eisenberger Ferdinand«. Slovenski biografski leksikon. Ljubljana: ZRC SAZU, 2013 – prek Slovenska biografija.